# Gandersheimi apátnők listája
Az alábbi lista a Gandersheimi Apátság apátnőit tartalmazza.
| Név                                         | Uralkodása                               | Megjegyzések                                                                           |
| ------------------------------------------- | ---------------------------------------- | -------------------------------------------------------------------------------------- |
| Hathumoda (*840)                            | apátnő: 852 – †874. november 29.         |                                                                                        |
| I. Gerberga                                 | apátnő: 874 – †896. szeptember 5.        |                                                                                        |
| Krisztina                                   | apátnő: 896 – †919                       |                                                                                        |
| I. Liutgarde                                | apátnő: 919 – †923                       |                                                                                        |
| Hrotswithe                                  | apátnő: 923 – †933                       |                                                                                        |
| Wendelgarde                                 | apátnő: 933 – †949                       |                                                                                        |
| II. Gerberga (*940 k.)                      | apátnő: 949 – †1001. november 13.        |                                                                                        |
| I. Zsófia (*975 nyara)                      | apátnő: 1001 – †1039. január 30.         |                                                                                        |
| I. Adelheid (*977)                          | apátnő: 1039 – †1045. január 14.         | II. Ottó német-római császár leánya. Quedlinburgi apátnő is.                           |
| Beatrix (*1037)                             | apátnő: 1045 – †1061. július 13.         | III. Henrik német-római császár leánya. Quedlinburgi apátnő is.                        |
| II. Adelheid (*1045)                        | apátnő: 1061 – †1096. január 11.         | III. Henrik német-római császár leánya. Quedlinburgi apátnő is.Quedlinburgi apátnő is. |
| III. Adelheid                               | apátnő: 1096 – †1104                     |                                                                                        |
| Frederune                                   | apátnő: 1104 – †1111                     |                                                                                        |
| I. Ágnes (*1088)                            | apátnő: 1111 – †1125. december 29.       | I. Ulászló lengyel fejedelem leánya. Quedlinburgi apátnő is.                           |
| I. Berta                                    | apátnő: 1126 – †1130                     |                                                                                        |
| II. Liutgarde                               | apátnő: 1131 – †1152                     |                                                                                        |
| IV. Adelheid (*1130 k.)                     | apátnő: 1152 – †1184. május 1.           |                                                                                        |
| V. Adelheid                                 | apátnő: 1184 – †1196                     |                                                                                        |
| I. Mechthilde                               | apátnő: 1196 – †1223                     |                                                                                        |
| II. Berta                                   | apátnő: 1223 – †1252                     |                                                                                        |
| Margit                                      | apátnő: 1253 – †1305                     |                                                                                        |
| II. Mechthilde                              | apátnő: 1305 – †1316                     |                                                                                        |
| II. Zsófia                                  | apátnő: 1317 – †1331                     |                                                                                        |
| Jutta                                       | apátnő: 1331 – †1357                     |                                                                                        |
| Ermengardisz                                | apátnő: 1357 – †1358                     |                                                                                        |
| III. Liutgarde                              | apátnő: 1359 – †1402                     |                                                                                        |
| III. Zsófia                                 | apátnő: 1402 – †1412                     |                                                                                        |
| II. Ágnes (*1406 nyara)                     | apátnő: 1412 – †1439. november 18.       |                                                                                        |
| I. Erzsébet                                 | apátnő: 1439 – †1439                     |                                                                                        |
| II. Erzsébet                                | apátnő: 1439 – †1452                     |                                                                                        |
| IV. Zsófia                                  | apátnő: 1452 – †1485                     |                                                                                        |
| III. Ágnes (*1445)                          | apátnő: 1485 – †1504. augusztus 15.      |                                                                                        |
| Gertrúd                                     | apátnő: 1504 – †1531                     |                                                                                        |
| Mária (*1521)                               | apátnő: 1532 – †1539. június 4.          |                                                                                        |
| Klára (*1532. november 16.)                 | apátnő: 1539 – 1547, †1595. november 23. |                                                                                        |
| Magdaléna                                   | apátnő: 1547 – 1577, †1589. április 10.  |                                                                                        |
| Anna Erika (*1551. szeptember 11.)          | apátnő: 1589 – †1611. október 15.        |                                                                                        |
| Dorottya Auguszta (*1577. február 12.)      | apátnő: 1611 – †1626. december 19.       |                                                                                        |
| Katalin Erzsébet                            | apátnő: 1626 – †1649                     |                                                                                        |
| Mária Szabina                               | apátnő: 1650 – †1665                     |                                                                                        |
| Dorottya Hedvig                             | apátnő: 1665 – †1678                     |                                                                                        |
| Krisztina Zsófia                            | apátnő: 1681 – †1693                     |                                                                                        |
| Henrietta Krisztina (*1669. szeptember 19.) | apátnő: 1693 – 1712, †1753. január 20.   |                                                                                        |
| Mária Erzsébet                              | apátnő: 1712 – †1713                     |                                                                                        |
| III. Erzsébet (*1681. december 3.)          | apátnő: 1713 – †1766. december 24.       |                                                                                        |
| Terézia Natália (*1728. június 4.)          | apátnő: 1767 – †1778. június 26.         |                                                                                        |
| Auguszta Dorottya (*1749. október 2.)       | apátnő: 1778 – 1803, †1810. március 10.  |                                                                                        |

## Fordítás
- Ez a szócikk részben vagy egészben  a   Liste der Äbtissinnen von Gandersheim című német Wikipédia-szócikk fordításán alapul.  Az eredeti cikk szerkesztőit annak laptörténete sorolja fel. Ez a jelzés csupán a megfogalmazás eredetét és a szerzői jogokat jelzi, nem szolgál a cikkben szereplő információk forrásmegjelöléseként.

## Lásd még
- Vallási vezetők listái ország szerint